# Trad jazz
Trad jazz, abreviação de "jazz tradicional", é uma forma de jazz nos Estados Unidos e na Grã-Bretanha que floresceu entre as décadas de 1930 e 1960, baseada no estilo anterior de jazz Dixieland de Nova Orleans. Músicos proeminentes do jazz tradicional, como Chris Barber, Freddy Randall, Acker Bilk, Kenny Ball, Ken Colyer e Monty Sunshine executaram um repertório populista que também incluía versões jazz de canções pop e rimas infantis.

## Principais intérpretes
- Kenny Ball
- Chris Barber Band
- Chris Barber
- Acker Bilk
- Humphrey Lyttelton
- Frankie Carle
- Christie Brothers Stompers
- Max Collie
- Ken Colyer
- Monty Sunshine
- Jimmy Archey
- British Jazz Band
- Norrie Cox
- Jack Delaney
- Hank Duncan